# テネシー・パフォーミング・アーツ・センター
テネシー・パフォーミング・アーツ・センターまたはTPAC (Tennessee Performing Arts Center またはTPAC ) はアメリカ合衆国テネシー州ナッシュビルの複合劇場。ダウンタウンの5番街と6番街北の間、Deaderick Street とUnion Street の間の505 Deaderick Street にあるジェームズ・K・ポーク・カルチュラル・センター内に位置する。テネシー州立博物館も館内にあり、18階建てのジェームズ・K・ポーク州政府ビルディングと隣接している。
1972年、マーサ・リヴァーズ・イングラムがワシントンD.C.のジョン・F・ケネディ・センターの諮問機関へ任命された頃、大規模な舞台芸術施設の構想が発展した。彼女は地元ナッシュビルにジョン・F・ケネディ・センターと似た施設を提案。イングラムの提案には、州の施設でありながら公的にも民間としてもパートナーシップを結ぶことが含まれていた。彼女の考案には多数の反対もあったが、彼女は8年間、州知事が3人目となるまでこの考えを保持した。この結果、テネシー州会議事堂の向かい側の州政府事務所の真下に3劇場を備えたテネシー・パフォーミング・アーツ・センターまたはTPACが完成した。1980年、テネシー州初の州所有の劇場となった。
様々な公演が行なわれるが、TPACはブロードウェイの舞台のツアー公演や特別公演のシリーズを上演したり、舞台に関する総合的な教育プログラムを行なったりしている。マーサ・リヴァーズ・イングラムと彼女の支援者は営業損失を負担したり、TPACの観客を見込むプログラムへの寄付を行なっている。寄付金目標は350万ドルであったが、これを上回る500万ドルが集められた。現在、この寄付金額は2000万ドルとなった。毎年幼稚園から12年生までの10万人以上の生徒が地元のカンパニーであり年間公演を行なうナッシュビル・バレエ、ナッシュビル・オペラ、テネシー・レパートリー・シアターの公演を鑑賞する。ダンス公演、コンサート他文化的公演のため様々なカンパニーがTPACで公演を行なう。
テネシー・パフォーミング・アーツ・センター管理部門は20名の取締役で運営されている。うち8名はテネシー・パフォーミング・アーツ・ファンデーション(TPACのため、そしてTPACの運営の支援のため寄付金を集める）から任命される。4名はテネシー・アーツ・コミッションから、また他の4名はテネシー州知事から(うち1人はテネシー州教育委員会の者、あるいはその者に指名された者でなくてはならない)任命される。他の4名はTPACにより選ばれる。取締役は3年間の任期で、毎年通常年1回ナッシュビルで会議がある。

## 劇場
劇場は3名のテネシー州出身のアメリカ合衆国大統領の名前がつけられている。

### アンドリュー・ジャクソン・ホール
アンドリュー・ジャクソン・ホールはTPACの多目的劇場の中では最大の劇場で、通常の客席2,472席で、オーケストラ・ピットに追加できる客席47席が含まれる。舞台の幅は130フィート (40 m)、高さは53フィート (16 m)以上。プロセニアム・アーチの開き幅は57フィート (17 m)、高さは36フィート (11 m)以上。最大112名の出演者が特別室1室、舞台上の早替え室2室、大部屋1室を含む楽屋14室を使用できる。広い舞台袖、fly space 、仕掛け装置、キャットウォークなどがブロードウェイの大規模なツアー公演から授賞式、テレビの収録、コンサートなど様々な公演に使用できる。

### ジェームズ・K・ポーク・シアター
ジェームズ・K・ポーク・シアターは驚異的に舞台と客席が近く、通常の客席1,075席で、オーケストラ・ピットに追加できる客席44席が含まれる。舞台の幅は87フィート (27 m)、高さは50フィート (15 m)以上。プロセニアム・アーチの開き幅は47フィート (14 m)、高さは30フィート (9.1 m)近く。この劇場は広い舞台袖 、広いfly space を特徴としている。最大86名の出演者が早替え室1室、大部屋2室を含む楽屋10室を使用できる。

### アンドリュー・ジョンソン・シアター
アンドリュー・ジョンソン・シアターはTPAC最小の劇場で、冒険的、実験的芸術やエンターテイメントに適している。中央の59フィート (18 m)×54フィート (16 m)のオープン・スペースが舞台となっており、三方を客席で囲まれている。可動式の256席で座席の場所は自由に変更できる。舞台袖と倉庫は隣接し、22フィート (6.7 m)のキャットウォークがある。最大24名までの出演者が楽屋2室を使用できる。ライヴや小規模公演用に設計され、アコースティック・コンサート、パフォーマンス、朗読、レクチャー、撮影など様々に使用されている。

### 戦争記念公会堂
TPACは戦争記念公会堂(War Memorial Auditorium ) (1,661席)も運営している。テネシー・パフォーミング・アーツ・センターから6番街を挟んで向かいのテネシー州会議事堂隣の戦争記念プラザにある歴史的建造物である。

## レギュラー出演者
- ナッシュビル・バレエ
- ナッシュビル・オペラ
- テネシー・レパートリー・シアター